# 175
El 175 (CLXXV) fou un any comú començat en dissabte del calendari julià.

## Esdeveniments
- Marc Aureli derrota els marcomans.[1]
- Marc Aureli reprimeix una revolta d'Avidi Cassi, governador de Síria, després que aquest s'autoproclamés emperador.[2]
- Gravació en pedra de la doctrina de Confuci.

## Naixements
- Praeneste: Claudi Elià, escriptor i compilador.